# ティニー ふうせんいぬのものがたり
『ティニー ふうせんいぬのものがたり』は、川村元気と佐野研二郎の共著による絵本、ならびに絵本を原作としたテレビアニメ。アニメは2014年より『ふうせんいぬティニー』として NHK Eテレにて放送されている。2014年9月26日から2015年3月27日に第1期が放映され、2015年9月25日から2016年3月25日に第2期『ふうせんいぬティニー セカンドシーズン』が放映された。

## あらすじ
街に向かう途中で、ピエロによって体に風船を巻き付けられた仔犬・ティニーが風に飛ばされたさきは、雲の上の世界であった。そこは、地上の常識が通用しない、ありとあらゆるものが風船で浮いている、摩訶不思議な世界。そこで二足歩行の「風船動物」の仲間たちに出会い、仲間たちとともに風船動物たちの国「バルン王国」への大冒険に出かける。
セカンド・シーズンでは、地上に戻り、飼い主ケンと楽しく暮らしていたティニーのもとに懐かしい仲間たちが訪れ、助けを求めたことから、ラビィの宝物「金のひげ」を探す冒険が再び始まる。

## 登場人物
声を担当している人物は公式サイトで明かされている（公式サイトに表記されていない一部のキャラクターも公式ツイッターで明かされている）。

### 主要キャラクター
ティニー
声 - 小林由美子
本作の主人公。風船の色は黄色。散歩が大好きな茶色の仔犬。家から街へ歩いていた時にピエロに風船を括り付けられ、雲の上に飛ばされてしまう。
ラビィ
声 - 福圓美里
風船の色は赤。髭を蓄え、蝶ネクタイに燕尾服を着たふうせんウサギ。雲の上の世界をティニーに案内する。髭は実は付け髭である。記憶力が悪く、ティニーの名前を全く覚えられない。
ペン&ギン
声 - 斎藤千和
風船の色はオレンジ色。1つの風船でつながられた、喧嘩の絶えないふうせんペンギンの双子の姉妹。
ピギー
声 - 水沢史絵
風船の色は黄緑色。いつも「お腹が空いてやる気が出ない」ふうせんブタ。満腹になったらなったで今度は眠くてやる気が出ない。
リオン
声 - 大畑伸太郎
風船の色は青色。いつも威張り散らし、ティニー達を怒鳴るふうせんライオン。威張っているのはその実、常に何かに不安な小心者なだけである。意外と運動音痴。
怪盗ニティ
声 - 花澤香菜
風船の色はピンク色。赤い鼻で縞柄の服を着ている、ティニーにそっくりな怪盗。ティニーとは同じイヌではなく、クマ。
怪盗を辞めた後の2期26話以降はティニーと共にケンの家で暮らすことになった（ケンには仔犬と勘違いされている）。
トリィ
声 - 本田紗来
映画オリジナルキャラクター。
風船の色は藍色。ふうせんきょうりゅうの国のたまごから生まれたふうせんトリケラトプス。名付け親はピギー。
ティニーとニティをパパとママだと勘違いし、彼らやその仲間たちと共に自分の本当のパパとママを探す冒険に出た。

### 雲の上の人々
ホエル王
声 - 山寺宏一
クジラ。
ポーラおじさん
声 - 利根健太朗
シロクマの4人。アニメでは第7・14話に登場（一体は第13・16話にも登場）。それぞれ乗り物の運転手で乗り物の中をマイナス温度にしても暑いと感じる程の暑がり。第14話ではショータイムで踊っていた。
ふうせんペリカン
声 - 折笠愛、玉川砂記子
複数のペリカン。アニメでは第8・14・16話に登場。第14話では歌を歌っていた。
コン
声 - 利根健太朗
ポンとコンビを組んでいるキツネ。アニメでは第9・14・16話に登場。レストランで客のご注文を聞く係。せっかちな性格でティニー達の注文をろくに聞かずに注文において誤った解釈をしてしまっている。ティニー達のアドバイスでポンと変わる形で料理人になった。第14話ではショータイムに参加していた。
ポン
声 - 山本圭一郎
コンとコンビを組んでいるタヌキ。アニメでは第9・14・16話に登場。レストランの料理人。のんびり屋で料理を作るスピードがあまりにも遅すぎる。ティニー達のアドバイスでコンと変わる形で客のご注文を聞く係となった。第14話ではショータイムに参加していた。
トラックス
声 - 寺島拓篤
トラ。アニメでは第10・14話に登場。ヒョウクス・チータス同様、自分が一番だと思っており、ヒョウクス・チータスと喧嘩をしている。三人の中で一番力持ちである。ピギーの救助の件で二人と和解した。第14話ではショータイムに参加していた。
ヒョウクス
声 - 利根健太朗
ヒョウ。アニメでは第10・14話に登場。トラックス・チータス同様、自分が一番だと思っており、トラックス・チータスと喧嘩している。三人の中で一番高くジャンプできる。ピギーの救助の件で二人と和解した。第14話ではショータイムに参加していた。
チータス
声 - 下野紘
チーター。アニメでは第10・14話に登場。トラックス・ヒョウクス同様、自分が一番だと思っており、トラックス・ヒョウクスと喧嘩している。三人の中で一番足が速い。ピギーの救助の件で二人と和解した。第14話ではショータイムに参加していた。
ルール
声 - 田村睦心
カンガルー。アニメでは第11・14・16話に登場。ピギーの友達の一人。ピギーに抱っこはカッコ悪いと言っているが本当は抱っこされるのが好き。第14話ではショータイムに参加しておりママに抱っこされていた。
ラーラ
声 - 井口裕香
コアラ。アニメでは第11・14・16話に登場。ピギーの友達の一人。ピギーに抱っこは赤ちゃんみたいと言っているが本当は抱っこされるのが好き。第14話ではショータイムに参加しておりママに抱っこされていた。
ルールのママ
声 - 折笠愛
ルールの母親のカンガルー。アニメでは第11・14話に登場。第14話ではショータイムに参加しておりルールを抱っこしていた。
ラーラのママ
声 - 玉川砂記子
ラーラの母親のコアラ。アニメでは第11・14話に登場。第14話ではショータイムに参加しておりラーラを抱っこしていた。
ネネ / ココ
声 - 豊田友香
ふうせんアパレルショップの店員であるネコの二人組。アニメでは第12話に登場。
カウィー
声 - 藤田咲
ウシ。アニメでは第12・14・16話に登場。自分の斑模様を気に入っておらずパンダみたいなのに憧れている。第14話ではショータイムに参加していた。
パニィー
声 - 辻あゆみ
パンダ。アニメでは第12・14・16話に登場。自分の垂れ目を気に入っておらずシマウマみたいなのに憧れている。第14話ではショータイムに参加していた。
ゼヴィー
声 - 五十嵐裕美
シマウマ。アニメでは第12・14・16話に登場。自分の派手なしましまを気に入っておらずウシみたいなのに憧れている。第14話ではショータイムに参加していた。
ラクー
声 - 新田万紀子
あらいぐま。アニメでは第13・14・16話に登場。クリーニング屋。普段は優しいイメージをしているが綺麗好きで洗いをしている間は性格が変わる。第14話のショータイムでも洗いをしていた。
リスのDJ
リスのDJの二人組。アニメでは第14話に登場。ショータイムになると現れて場を盛り上げる。
リスのダンサー
複数いるリスのダンサー達。アニメでは第14話に登場。リスのDJと同じくショータイムになると現れて場を盛り上げる。
キャメロン
声 - 鈴木千尋
カメレオンのおまわりさん。アニメでは第16話に登場。他人の言っている事を真に受けてしまう傾向がありおまわりさんとしては難がある。また、多くの人の異なる情報を複数を言われると混乱をする。風船の色はその時喋っていた人の風船の色に変わり情報を複数言われて混乱している時は風船の色が虹色のように複数ある状態となる。
ムー
声 - 増岡太郎
オウム。アニメでは第17話に登場。物知りであり語尾に「ぞな」が付く。
ダイル
声 - 志賀克也
ワニ。アニメでは第17話に登場。眼鏡を掛けており歯がたくさんあり歯磨きがなかなか終わらないのを困っている。ティニー達に歯を磨いてもらった。
ジーラ
声 - ささきのぞみ
キリンの女性。アニメでは第17話に登場。首を含めて全体的にティニー達よりも遥かに高い身長をしている。マフラーがなかなか巻き終わらないのを悩んでいたがティニー達にマフラーを巻いてもらった。
エレファン
声 - 宝亀克寿
ゾウ。アニメでは第17話に登場。ティニー達よりも大きい体・風船を持つ。家の中に挟まっていたがティニー達によって救出された。
サルリーマン
声 - 鳥海浩輔、間島淳司、新田英人、
アルバイト
声 - 山口登
受付嬢
声 - ささきのぞみ
サルの社長
声 - 宝亀克寿
ルース
声 - 寺島拓篤
ヘッジ
声 - 諸星すみれ
ヘッジのおじいちゃん
声 - 佐々木睦
ハリネズミ
声 - 間島淳司、下野紘、利根健太朗
キャメ
声 - 山中真尋
ラクダ。ふうせん砂漠に住んでいる。砂漠のことはなんでも知っているらしいが、ラビィよりも記憶力が悪く、金のヒゲを探しているのにそのことを忘れ、ヒゲと関係ない金のピラミッドに案内してしまう。
ミイラ
声 - 竹本英史
金のスフィンクスの地下の棺桶に眠っているミイラ。
ミーアキャットの女子たち
声 - 日高里菜、松嵜麗、池澤春菜、小林真麻
ミア
声 - 小岩井ことり
ゴル
声 - かぬか光明
モル
声 - 広橋涼
コウモリ伯爵
声 - てらそままさき
コウモリたち
声 - 竹本英史、田村健亮、内匠靖明、水島大宙、佐久田脩
エン＆ペラー
声 - 代永翼
トドの大臣
声 - 梅津秀行
けらいたち
声 - 山下誠一郎、武内健
オルフ
声 - 岡村明美
オオカミたち
声 - 武内健、山下誠一郎
カリボ
声 - 西山宏太朗
サンタさん
声 - 池田秀一
パン
声 - 櫻井トオル
パンダ。お寺の国の中華レストランの常連客。食いしん坊で、お腹が空いてつい、ピギーの分の料理を食べてしまう。
マスタークーロン
声 - 島田敏
イノシシ
声 - 黒田崇矢
長男カラス
声 - 増田俊樹
次男カラス
声 - 山下誠一郎
三男カラス
声 - 真堂圭
ピーコ
声 - 鶴岡聡
司会者
声 - 大川透
モデル馬たち
声 - 佐藤拓也、寺島惇太
ブルド警部
声 - 中田譲治
おまわりさんたち（上記のキャメロンとは別のふうせんカメレオン）
声 - 中村太亮（2期第15・16話）、寺島惇太（2期第15・23話）、利根健太朗（2期第15話）、山下大輝（2期第23話）
裁判長
声 - キートン山田
検察官
声 - 千葉進歩
傍聴人
声 - 綾瀬有、内山夕実
ドルフィー
声 - 古城望
サメ
声 - 宇垣秀成
エリマキトカゲたち
声 - 立花慎之介、市来光弘、野間田一勝
ブルドッグ警察署長
声 - 茶風林
ブルドッグ警察官たち
声 - 檜山修之、木内秀信、間宮康弘
ヒゲミュージアム館長
声 - 國分和人
フラミンゴの女優たち（ふうせんフラミンゴ歌劇団）
声 - 福島桂子、日高里菜、高野菜々
ふうせんカバ
声 - 檜山修之
ホエル女王
声 - 有馬瑞香
風船の色は白色。ティニーとニティを誤って飲み込んでしまったクジラの女王。

### その他
ケン
声 - 斎藤千和
ティニーの飼い主。
ケンのママ
声 - ささきのぞみ
ナレーター
声 - 山寺宏一

## テレビアニメ
| 原作               | 川村元気、佐野研二郎 『ティニー ふうせんいぬのものがたり』（マガジンハウス）                                   |
| 監督               | 稲葉大樹 |
| 脚本               | うえのきみこ                                                                                                   |
| アニメーション制作 | スティーブンスティーブン                                                                                       |
| 制作・著作         | ふうせんいぬティニー製作委員会 （マガジンハウス、東宝、NHKエンタープライズ、ソニー・クリエイティブプロダクツ） |

2014年9月26日から2015年3月27日まで第1期が全26話が放映された。2015年9月25日から2016年3月25日には第2期として『ふうせんいぬティニー セカンドシーズン』のタイトルで全26話が放映された。

### テーマソング
OPテーマ「ふうせんいぬティニー」
作詞 - 川村元気、奥村健一
作曲、編曲 - 蜂須みゆ
歌 - 諸星すみれ、バルーン合唱隊（1期21 - 22話のみ）

### 各話リスト
| 話数  | サブタイトル                             |       |       |       |       |       |
| 第1期 | 第1期                                    | 第1期 | 第1期 | 第1期 | 第1期 | 第1期 |
| ----- | ---------------------------------------- | ----- | ----- | ----- | ----- | ----- |
| 1     | いつもかんちがい ちょっとずつすれちがい  |       |       |       |       |       |
| 2     | ふしぎなことも あたりまえ？              |       |       |       |       |       |
| 3     | あべこべだけど なんだかいっしょ          |       |       |       |       |       |
| 4     | やるきがでない？ やるきがない？          |       |       |       |       |       |
| 5     | いばっているけど ほんとうは……            |       |       |       |       |       |
| 6     | バルンおうこくへのたび                   |       |       |       |       |       |
| 7     | ちょうどいいって むずかしい              |       |       |       |       |       |
| 8     | きょうふのティニー                       |       |       |       |       |       |
| 9     | せっかち？ のんびり？                    |       |       |       |       |       |
| 10    | にているけれど ほんとうはべつべつ        |       |       |       |       |       |
| 11    | だっこだいすき？ はずかしい？            |       |       |       |       |       |
| 12    | となりのものって よくみえる？            |       |       |       |       |       |
| 13    | みかけによらない？                       |       |       |       |       |       |
| 14    | ダンス！ダンス！ダンス！ダンス！ダンス！ |       |       |       |       |       |
| 15    | みんなのパパとママ                       |       |       |       |       |       |
| 16    | そのいろは だれのいろ？                  |       |       |       |       |       |
| 17    | おうさまをさがして                       |       |       |       |       |       |
| 18    | だれがわかるの？                         |       |       |       |       |       |
| 19    | くるまをつくろう                         |       |       |       |       |       |
| 20    | きんのモクモン                           |       |       |       |       |       |
| 21    | バルングランプリ 前編                    |       |       |       |       |       |
| 22    | バルングランプリ 後編                    |       |       |       |       |       |
| 23    | おうちにかえりたい                       |       |       |       |       |       |
| 24    | さいごのよる                             |       |       |       |       |       |
| 25    | あらしがやってきた                       |       |       |       |       |       |
| 26    | さよならティニー                         |       |       |       |       |       |
| 第2期 |                                          |       |       |       |       |       |
| 1     | あたらしいぼうけん                       |       |       |       |       |       |
| 2     | わすれんぼうよりわすれんぼう             |       |       |       |       |       |
| 3     | ズレているってだめなこと？               |       |       |       |       |       |
| 4     | こわがりはだあれ？                       |       |       |       |       |       |
| 5     | まさかさかさま？                         |       |       |       |       |       |
| 6     | めいろでグルメ                           |       |       |       |       |       |
| 7     | どっちがどっち？                         |       |       |       |       |       |
| 8     | ぼく、しってるよ                         |       |       |       |       |       |
| 9     | みんなのねがいごと                       |       |       |       |       |       |
| 10    | サンタさんをさがせ                       |       |       |       |       |       |
| 11    | ごちそうはどこに？                       |       |       |       |       |       |
| 12    | キンのヒゲをうばえ！                     |       |       |       |       |       |
| 13    | だれがいちばん？                         |       |       |       |       |       |
| 14    | オシャレひげコレクション                 |       |       |       |       |       |
| 15    | ティニーとニティ                         |       |       |       |       |       |
| 16    | いぎありにいぎあり                       |       |       |       |       |       |
| 17    | どっちがこわい？                         |       |       |       |       |       |
| 18    | パーティータイム                         |       |       |       |       |       |
| 19    | わかるのはだれ？                         |       |       |       |       |       |
| 20    | ひげミュージアム                         |       |       |       |       |       |
| 21    | ひげミュージカル                         |       |       |       |       |       |
| 22    | 二ティのおうち                           |       |       |       |       |       |
| 23    | ひげをかえそう                           |       |       |       |       |       |
| 24    | 二ティのふうせん                         |       |       |       |       |       |
| 25    | たびのおもいで                           |       |       |       |       |       |
| 26    | きんのひげ                               |       |       |       |       |       |

## アニメ映画
2017年8月25日に「映画 ふうせんいぬティニー なんだかふしぎなきょうりゅうのくに!」の題で公開（「くまのがっこう パティシエ・ジャッキーとおひさまのスイーツ」との併映）。

### キャスト
- ティニー - 小林由美子
- ラビィ - 福圓美里
- ペン & ギン - 斎藤千和
- ピギー - 水沢史絵
- リオン - 大畑伸太郎
- ニティ - 花澤香菜
- トリィ - 本田紗来
- 語り - 山寺宏一
- プテラ & ノドン - 小清水亜美
- アパ - 洲崎綾
- ティラ - 武内駿輔
- プテラノドン - 藤井ゆきよ
- トリケラトプス町長 - 飯島肇
- 社長 - 森久保祥太郎
- サルリーマン部長 - 間島淳司
- サルリーマン社員 - 仲村宗悟
- トリィのパパ - 利根健太朗
- トリィのママ - 福原綾香
- エッグマシン - 山崎はるか
- ナレーション、ケロン - 山寺宏一

### スタッフ
- 監督 - 稲葉大樹
- 脚本 - うえのきみこ
- 演出 - 酒井浩史、大桃洋祐、松村麻郁、徳永真利子
- 音楽 - 中岡将二郎
- 主題歌- 横山だいすけ（コーラス：本田紗来）「さよならだよ、ミスター」
（ソニー・クリエイティブプロダクツ）
- 制作 - クラフター
- 配給 - 東宝

ほか

## 書誌情報
- 『ふうせんいぬティニーのはじめてBaby』3冊 マガジンハウス 2014年12月刊行 ISBN 9784838727278
- 『ふうせんいぬティニーあつがりうんてんしゅ』 マガジンハウス 2015年7月 ISBN 9784838727674
- 『ふうせんいぬティニーうわさずきのペリカン』 マガジンハウス 2015年9月刊行 ISBN 9784838728114
- 『ふうせんいぬティニーせかいいっしゅう!』 マガジンハウス 2015年10月刊行 ISBN 9784838728176
- 『ふうせんいぬティニーだれがいちばん?』 マガジンハウス 2015年11月刊行 ISBN 9784838728244